# Barbula bicolor
Barbula bicolor är en bladmossart som beskrevs av Lindberg 1863. Barbula bicolor ingår i släktet neonmossor, och familjen Pottiaceae. Inga underarter finns listade i Catalogue of Life.